# Andrzej Sandomierski
Andrzej Sandomierski (ur. 26 listopada 1953 w Wołominie, zm. 26 marca 2016) – polski prawnik, adwokat, w latach 1997–2005 członek Trybunału Stanu.

## Życiorys
Ukończył w 1976 studia prawnicze na Wydziale Prawa i Administracji Uniwersytetu Warszawskiego. W drugiej połowie lat 70. był asystentem w Instytucie Prawa Karnego na macierzystym wydziale. Po ukończeniu aplikacji sądowej w 1979 zdał egzamin sędziowski. W 1982 po odbyciu aplikacji adwokackiej został wpisany na listę adwokatów. Podjął wówczas praktykę w zawodzie. Od 1988 do 1998 zasiadał w komisji kodyfikacyjnej ds. reformy prawa karnego przy ministrze sprawiedliwości. Pełnił różne funkcje we władzach Naczelnej Rady Adwokackiej (w tym w latach 1998–2001 był sekretarzem NRA).
W wyborach w 1997 bez powodzenia ubiegał się o mandat posła na Sejm w okręgu podwarszawskim z listy Unii Wolności. W tym samym roku Sejm III kadencji wybrał go na członka Trybunału Stanu (z rekomendacji posłów UW). W 2001 ponownie powołano go na tę funkcję z rekomendacji Sojuszu Lewicy Demokratycznej i Unii Pracy.
Odznaczony Srebrnym Krzyżem Zasługi.
Pochowany na cmentarzu w Zielonce.